# Corythalia ursina
Corythalia ursina là một loài nhện trong họ Salticidae.
Loài này thuộc chi Corythalia. Corythalia ursina được Cândido Firmino de Mello-Leitão miêu tả năm 1940.